# Vernet, Haute-Garonne

Vernet este o comună în departamentul Haute-Garonne din sudul Franței. În 2009 avea o populație de 2.096 de locuitori.

## Evoluția populației
| An        | 1975  | 1982  | 1990  | 1999  | 2006  | 2009  |
| --------- | ----- | ----- | ----- | ----- | ----- | ----- |
| Populație | 1.272 | 1.715 | 2.015 | 1.895 | 2.031 | 2.096 |